# Walter Siti
Walter Siti est un écrivain italien né à Modène le 20 mai 1947 .

## Biographie
Il fait ses études à l’École normale supérieure de Pise. Il est professeur de littérature, romancier, essayiste et critique littéraire. S'est déclaré homosexuel lors d'une émission sur France Culture le 12 avril 2014.
Il est spécialiste de Pier Paolo Pasolini et a rédigé une thèse de doctorat à son sujet.
Il obtient en 2013 le prix Strega pour son roman Resistere non serve a niente (littéralement : Résister ne sert à rien).

## Œuvres traduites en français
- Leçons de nu ("Scuola di nudo"), trad. Martine Segonds-Bauer, Lagrasse, éditions Verdier, coll. « Terra d'altri », 2012, 666 p.  (ISBN 978-2-86432-661-8)[2]
- Une douleur normale ("Un dolore normale"), trad. Martine Segonds-Bauer, Lagrasse, éditions Verdier, coll. « Terra d'altri », 2013, 224 p.  (ISBN 978-2-86432-728-8)[3]
- Résister ne sert à rien ("Resistere non serve a niente"), trad. Serge Quadruppani, Paris, Éditions Métailié, 2014, 320 p.  (ISBN 978-2-86424-947-4)
- La Contagion ("Il contagio"), trad. Françoise Antoine, Lagrasse, éditions Verdier, coll. « Terra d'altri », 2015, 336 p.
- Au feu de Dieu ("Bruciare tutto"), trad. Martine Segonds-Bauer, éditions Verdier, coll. « Terra d'altri », 2017, 384 p.